# Restaurace Diana
Restaurace Diana, známa též jako zahradní restaurace Diana, se nachází v lázeňských lesích Karlových Varů na vrcholu Výšiny přátelství. Byla postavena v roce 1914. I po více než sto letech (2023) je restaurace stále v provozu.

## Historie
Karlovarská městská rada schválila výstavbu výletního objektu na Výšině přátelství na podzim roku 2012. Projekt tehdy vypracoval architekt Anton Breinl, pracovník městského stavebního úřadu. Při zpracování zakázky spolupracoval s místním architektem a stavitelem Heinrichem Johannem Viethem a společně navrhli postavit, nákladem 110 000 rakouských korun, loveckou chatu s jedním hlavním a dvěma vedlejšími sály, všechny s kapacitou 250 osob.

## Ze současnosti
V roce 2014 byla zahradní restaurace Diana uvedena v Programu regenerace Městské památkové zóny Karlovy Vary 2014–2024 v části II. (tabulková část 1–5 Přehledy) v Seznam navrhovaných objektů k zápisu do Ústředního seznamu nemovitých kulturních památek na území MPZ Karlovy Vary a jejich aktuální stav s vyjádřením vyhovující.
V současnosti (červen 2023) je budova evidována jako objekt občanské vybavenosti v majetku společnosti Dopravní podnik Karlovy Vary, a.s.

## Popis

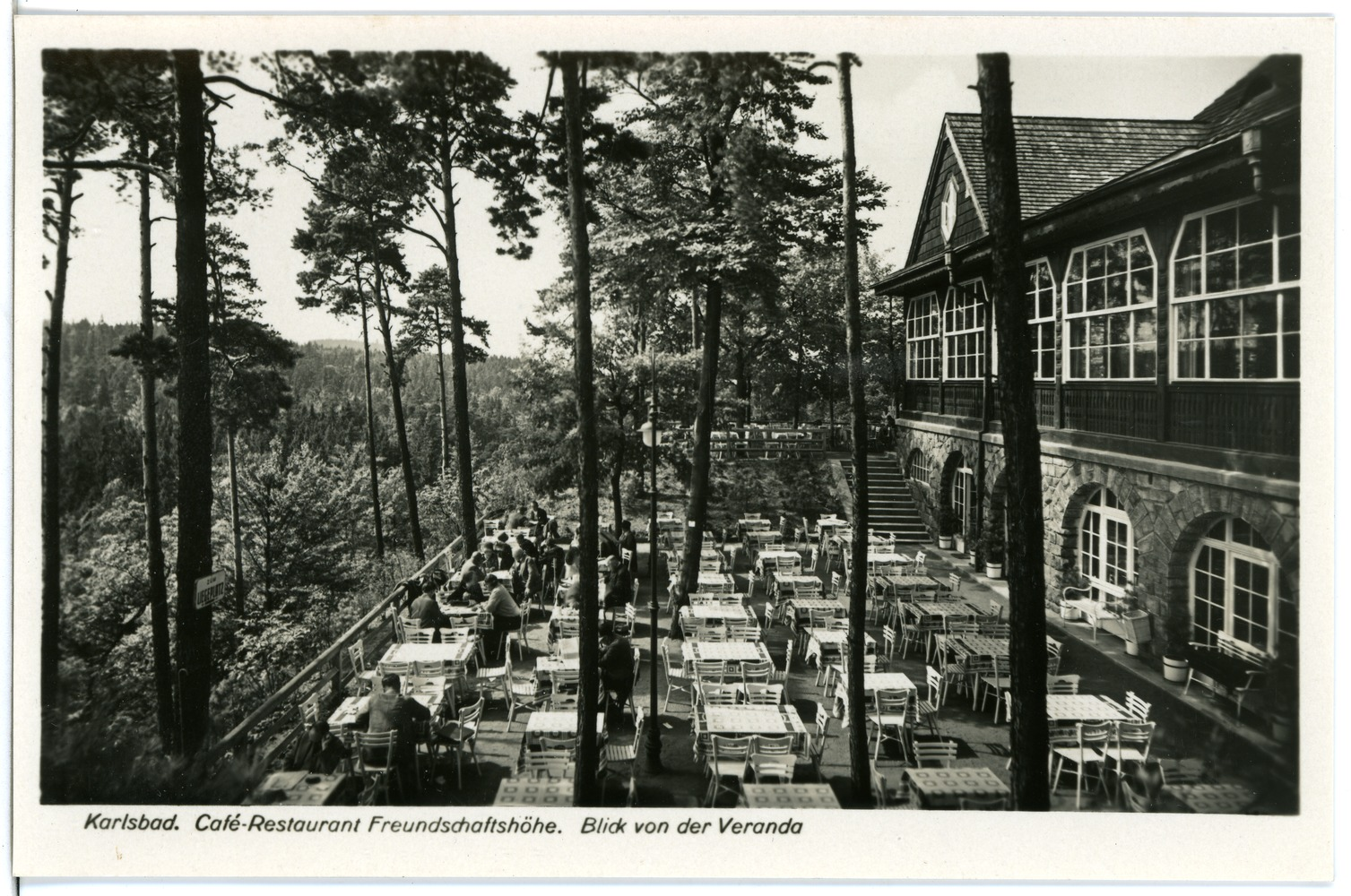
Terasa restaurace v roce 1930

Restaurace byla postavena ve výšce 556 m n. m. na samém vrchu Výšiny přátelství v karlovarských lázeňských lesích. Dostupná je pěšky z několika směrů lesními cestami, mj. zde prochází i Evropská dálková trasa E3, nebo lze využít pozemní lanové dráhy s nástupní stanicí Staré louka (389 m n. m.) v lázeňském centru města, event. mezistanicí Jelení skok (473 m n. m.). 
Architektonické řešení restaurace vycházelo z tzv. Heimatstilu, tedy hnutí, které programově čerpalo z místní lidové architektury. V interiéru restaurace je dosud dochován malovaný dřevěný strop i galerie v lokálu. Před chatou na terase se původně rozkládala velká zahradní část (viz foto vlevo).
I po více než sto letech (2023) plní restaurace Diana stále svoji původní funkci.